# Metincsoport
A metincsoport (vagy más néven metilidincsoport) szerves vegyületekben található három vegyértékű funkciós csoport, CH, mely formálisan a metánból származtatható. A metincsoport egy olyan szénatomból áll, amelyhez két atom egyszeres kötéssel, egy pedig kettős kötéssel kapcsolódik úgy, hogy az egyik egyszeres kötéssel kapcsolódó atom hidrogén. Aromás vegyület része is lehet, bár ezekben nincs külön egyes és kettős kötés. Bár gyakran metinnek nevezik, a szabályos neve metililidén.
Olykor – a szisztematikus nevezéktantól eltérően – olyan szénatom esetén is használják, amelyhez négy atom kapcsolódik egyszeres kötéssel, ahol a négy atomból az egyik hidrogén.

## Példák
Ebben a molekulában minden szénatom metin szén, kivéve azt a két szénatomot, amelyek a két nitrogénatomhoz kapcsolódnak és nem kötődik hozzájuk hidrogén, valamint a jobb oldali gyűrűnek azt a szénatomját, amely a nitrogénhez kapcsolódik, és amelyhez két hidrogén is kötődik. A molekula középső részén egy öt szénatomos polimetin lánc található.

## Fordítás
- Ez a szócikk részben vagy egészben a Methine című angol Wikipédia-szócikk ezen változatának fordításán alapul.  Az eredeti cikk szerkesztőit annak laptörténete sorolja fel. Ez a jelzés csupán a megfogalmazás eredetét és a szerzői jogokat jelzi, nem szolgál a cikkben szereplő információk forrásmegjelöléseként.